# María Teresa López
María Teresa López González (Buenos Aires, 11 de septiembre de 1913-Palma del Río, 26 de mayo de 2003) fue una modelo de artista española, inspiradora del canon de belleza en la pintura española del período modernista.

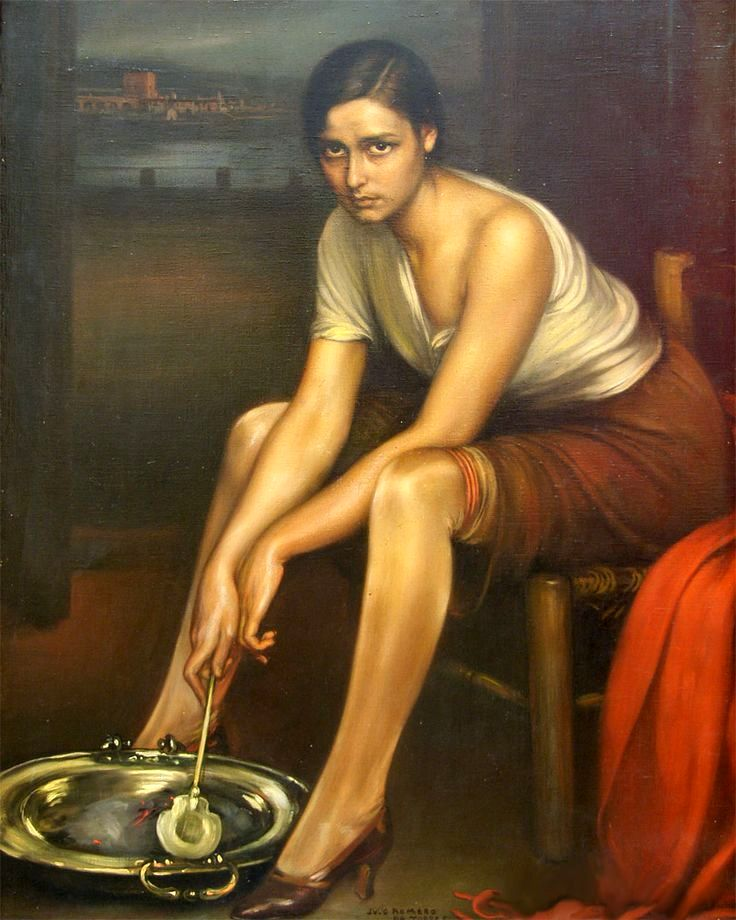
La chiquita piconera. Julio Romero de Torres

## Biografía
Nació en Argentina de padres cordobeses, Teresa e Inocencio, emigrados que regresaron a España cuando María Teresa tenía siete años. Vivía en Córdoba, en el barrio de San Pedro, cerca de la casa familiar del pintor Julio Romero de Torres, con el que la familia tenía cierta relación. Este la retrató numerosas veces y en diversas poses, desde que era una niña, con ocho años. El último de sus retratos fue realizado por el pintor tres meses antes de su muerte, cuando María Teresa tenía 16 años y el pintor 55.
La expresión del rostro, los rasgos, la pose relajada, el porte distinguido, y la maestría del pintor hicieron de sus retratos un prototipo representativo de la belleza española de principios de siglo. Fue inmortalizada en La chiquita piconera, retrato en pose ligeramente inclinada sobre el brasero atizando el picón con la badila y mirando al espectador, en una escena que ha sido objeto de diversas interpretaciones. Su imagen fue utilizada desde entonces como reclamo publicitario en numerosos objetos, sellos, marcas comerciales de jabones, aceites, bodegas y otros productos. Ella declaró que nunca recibió ninguna cantidad por ello.
Tras la muerte del pintor, María Teresa López llevó una vida no muy grata y con ciertos problemas económicos, hasta su fallecimiento en la residencia de las hermanas salesianas del Sagrado Corazón de Jesús en el Hospital de San Sebastián de Palma del Río. Reconoció que su fama e imagen le había procurado más sinsabores que beneficios, pues se había interpretado como amorosa, con cierto estigma social, su relación con Romero de Torres, cosa que ella siempre negó.

### Prototipo de belleza

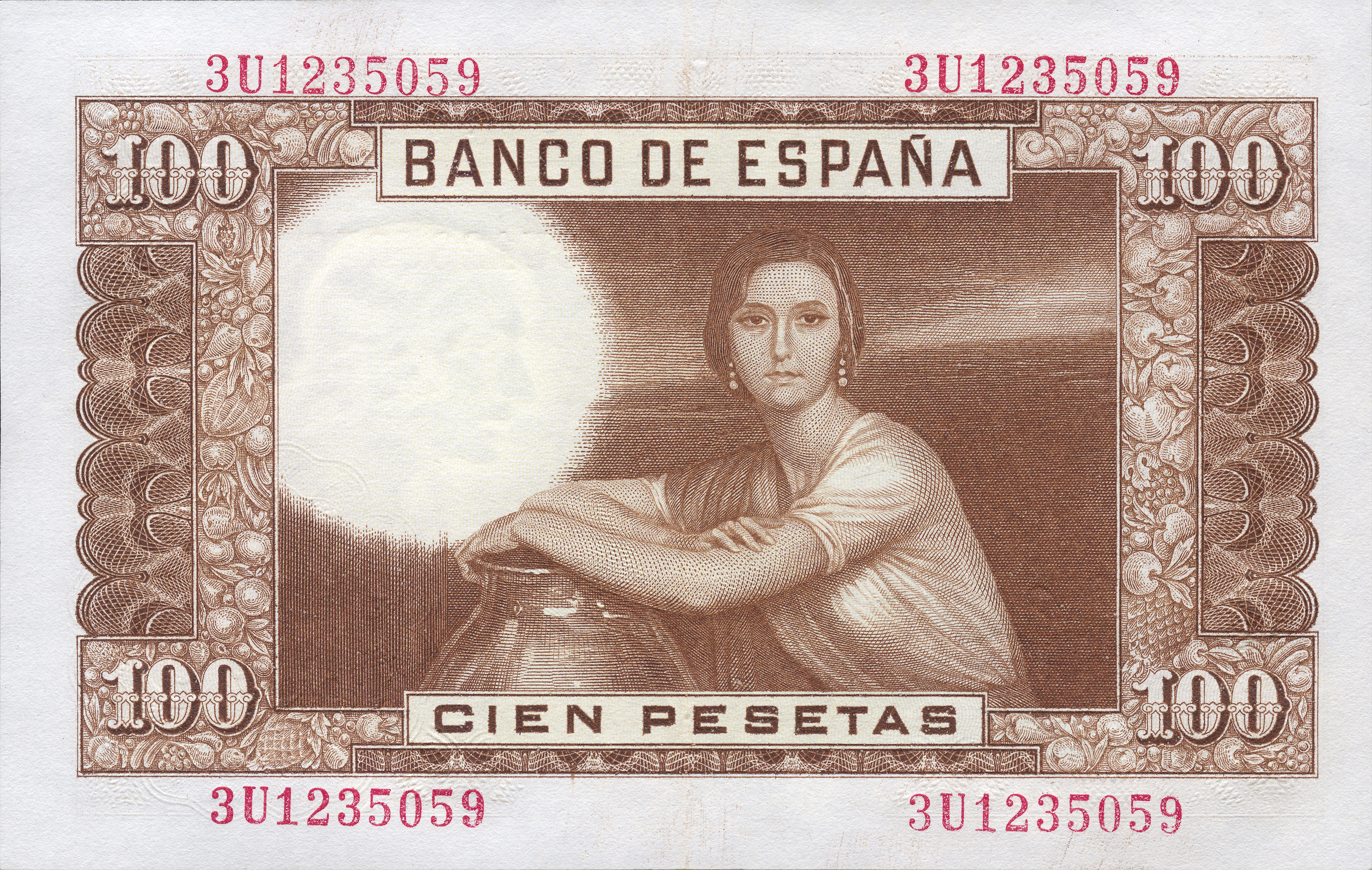
Billete de cien pesetas (España, 1953)

A menudo se confunde a López con otras jóvenes que el pintor utilizaba como modelos, siempre con las mismas características físicas. Así sucede en varios retratos, como La Fuensanta. López ha declarado ser ella la joven apoyada en una gran tinaja que fue seleccionada para aparecer en los billetes de cien pesetas, de circulación legal en España desde 1953 hasta 1978 (aproximadamente mil millones de impresiones). También apareció su retrato en un sello de cinco pesetas en los años 60.

### Inspiración musical
Los retratos de María Teresa López y las otras jóvenes retratadas por Romero de Torres construyeron un estereotipo de mujer cordobesa de particulares rasgos y belleza, y de relaciones pasionales reproducidas en obras musicales populares y muy extendidas en el folclore y la tradición de los años 40 y 50. En ellas se acumulan todos los tópicos estéticos y sociológicos del momento. Entre ellas, la más conocida es La morena de la copla, también llamada La mujer morena, compuesta por Carlos Castellanos, Alfonso Jofre y De Villegas, interpretada por primera de vez en 1931 por la cantante Maria Antinea, después ampliamente interpretada por Manolo Escobar, y repertorio popular de las tunas estudiantiles españolas.
En el pasodoble de 1942 La chiquita piconera, de los autores Rafael de León, Nicolás Callejón López, Manuel López Quiroga, se fantaseaba con la relación amorosa entre López y el pintor. Fue muy popular al ser repertorio habitual de Estrellita Castro, Conchita Piquer, Pepe Pinto y otros célebres cantantes. La primera estrofa decía "El pintor la respetaba lo mismo que algo sagrao..." También las bulerías Puentecito, de Ramón Perelló y Genaro Monreal hacen referencia directa a ella en ocasión del fallecimiento de Romero de Torres.
En la misma línea de hipotéticos amoríos y una imaginada relación entre Teresa López y Romero de Torres se basa la zarzuela “La chiquita piconera”, estrenada en 1935 en Madrid en el Teatro Ideal, con música de Ramón Villalonga y textos de Manuel Alfaro y Francisco Avilés.  

## Reconocimientos
En 2000, se rindió un homenaje a María Teresa López González por parte del Ayuntamiento de Córdoba, considerada su ciudad a pesar de haber nacido en Argentina. Además, unos años después, en 2024, fue una de las modelos representadas en la exposición de la Fundación Canal de Madrid titulada Artistas y modelos. Historias de pasión, creación y destrucción.